# Miftengris
Miftengris scutumatus es una especie de araña araneomorfa de la familia Linyphiidae. Es el único miembro del género monotípico Miftengris.

## Distribución
Es un endemismo de Rusia en la isla de Sajalin.